# Justin Abdelkader
Justin Abdelkader, född den 25 februari 1987 i Muskegon, Michigan, är en amerikansk professionell ishockeyspelare som spelar för Detroit Red Wings i NHL.
Abdelkader fick sitt stora genombrott under AHL-säsongen 2008-09 med Grand Rapids Griffins då han noterades för 24 mål och 52 poäng på 76 spelade matcher. Hans framgång skulle sedermera fortsätta under Stanley Cup-slutspelet med Detoit Red Wings då han stod för 3 poäng på 10 matcher. Han var även med och representerade det amerikanska juniorlandslaget som tog brons vid JVM i Leksand 2007.